# Landschaftspolder
Landschaftspolder is een plaats in het Duitse  deel van het Reiderland. De polder werd ingedijkt rond 1750 nadat Oost-Friesland onder Pruisisch bestuur was gekomen. In 1768 kreeg het dorp een eigen kerk, de enige kerk in de Duitse Dollardpolders. Het dorp bestaat vrijwel uitsluitend uit boerderijen, met een school en enkele middenstands- en arbeiderswoningen.
Landschaftspolder had tot de Eerste Wereldoorlog nauwe culturele banden met het Groningerland. Verschillende boerenfamilies waren afkomstig uit het Oldambt of haalden hun huwelijkspartners daarvandaan. De Nederlandse taal speelde tot het einde van de 19e eeuw een belangrijke rol in kerk en school.